# العمل القسري الألمان في الاتحاد السوفيتي

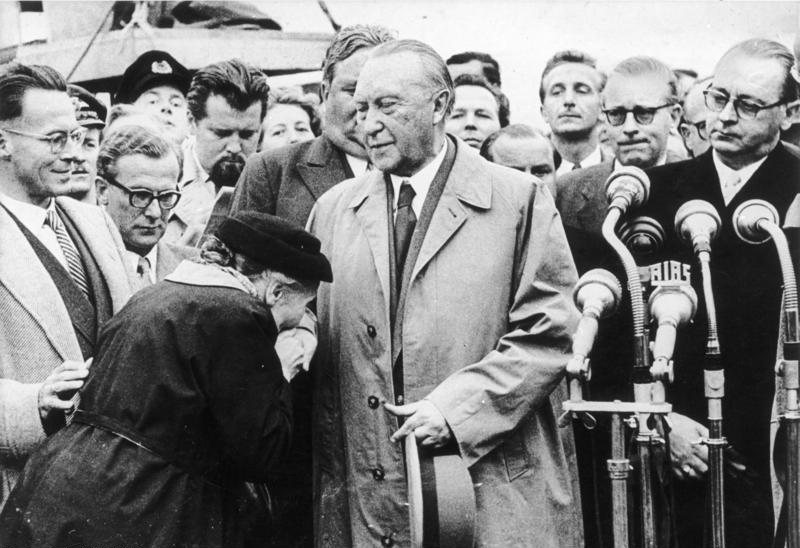
والدة السجين تشكر كونراد أديناور لدى عودته من موسكو في 14 سبتمبر 1955. نجح أديناور في اختتام المفاوضات لإطلاق سراح 15000 مدني ألماني وأسير حرب إلى ألمانيا بحلول نهاية ذلك العام.

اعتبر الاتحاد السوفيتي أن العمل القسري للألمان في الاتحاد السوفيتي جزء من تعويضات الحرب الألمانية عن الأضرار التي ألحقتها ألمانيا النازية بالاتحاد السوفيتي خلال الحرب العالمية الثانية. تم ترحيل المدنيين الألمان في ألمانيا وأوروبا الشرقية إلى الاتحاد السوفيتي بعد الحرب العالمية الثانية كعمال قسريين، بينما تم ترحيل الألمان العرقيين الذين يعيشون في الاتحاد السوفيتي خلال الحرب العالمية الثانية وتم تجنيدهم للعمل القسري. كما استخدم أسرى الحرب الألمان كمصدر للعمل القسري أثناء وبعد الحرب من قبل الاتحاد السوفيتي والحلفاء الغربيين.
استخدمت ألمانيا النازية العمل القسري للأشخاص في الأراضي المحتلة منذ بداية الحرب العالمية الثانية. في عام 1940، بدأت مشروعًا ضخمًا لاستعباد سكان دول أوروبا الشرقية لاستخدامهم كسخرة في المصانع والمنشآت الزراعية الألمانية. اقترحت الحكومة السوفيتية استخدام العمالة الألمانية كتعويضات في عام 1943، وأثار السوفيت القضية في مؤتمر يالطا. بدأ اتحاد الجمهوريات الاشتراكية السوفياتية ترحيل الألمان العرقيين من البلقان في أواخر عام 1944 ، وكان معظم المعتقلين الناجين قد عادوا بحلول عام 1950. قامت المفوضية الشعبية للشؤون الداخلية بدور قيادي فيها من خلال إدارتها ، المديرية العامة لأسرى الحرب وشؤون المعتقلين (GUPVI).
تم منع المعلومات حول العمل القسري للألمان في الاتحاد السوفيتي في الكتلة الشرقية حتى تفكك الاتحاد السوفيتي. قبل ذلك، كان معروفًا في الغرب من خلال روايات صدرت في ألمانيا الغربية وتذكرات المعتقلين. يتم سرد هذه الحسابات الألمانية من قبل المؤرخين التي تغطي توظيف العمالة الألمانية من قبل الاتحاد السوفياتي. إحصاءات الاستخدام السوفيتي للعمل المدني الألماني متباعدة ومتناقضة. تفاصيل هذه المقالة البيانات الإحصائية المنشورة من لجنة شيدر الألمانية الغربية، والصليب الأحمر الألماني، وتقرير المحفوظات الفيدرالية الألمانية ودراسة من قبل جيرهارد ريتشلينغ موظف في المكتب الإحصائي الاتحادي في ألمانيا . تم نشر بيانات إحصائية رفعت عنها السرية مؤخرًا من المحفوظات السوفيتية حول استخدام العمالة المدنية الألمانية في عصر ستالين في كتاب " ضد إرادتهم".

## الكشف الأخير من المحفوظات السوفيتية
منذ سقوط الاتحاد السوفييتي، باتت المحفوظات السوفييتية في متناول الباحثين. نشر الباحث الروسي بافيل بوليان في عام 2001 كتابًا عن عمليات الترحيل خلال الحقبة السوفييتية، رغمًا عنهم. قدمت دراسة بوليان تفصيلًا للإحصائيات السوفييتية حول توظيف العمالة المدنية الألمانية خلال عهد ستالين. نُشرت الدراسة من قبل مطبعة جامعة أوروبا الوسطى.
في عام 1943، أمرت الحكومة السوفييتية السفير السوفييتي إلى المملكة المتحدة بتشكيل فريق عمل معني بمسألة تعويضات ما بعد الحرب من ألمانيا. اقترح تقرير مايسكي الصادر في أغسطس 1944 توظيف عمال مدنيين ألمان في الاتحاد السوفييتي كجزء من تعويضات الحرب. أوضح الاتحاد السوفييتي في مؤتمر يالطا للحلفاء الغربيين أنه كان يعتزم توظيف عمالة مدنية ألمانية كجزء من تعويضات الحرب، في هذا الوقت لم تبد الولايات المتحدة أو المملكة المتحدة أي اعتراضات على الاستعمال السوفييتي للعمالة المدنية الألمانية. بحلول صيف عام 1944، وصلت القوات السوفييتية إلى البلقان التي كانت تضم أقليات عرقية ألمانية. أصدرت لجنة دفاع الدولة الأمر 7161 الصادر في 16 ديسمبر 1944 باحتجاز جميع الألمان المقتدرين جسديًا الذين تتراوح أعمارهم بين 17-45 (رجال) و18-30 (نساء) المقيمين ضمن أراضي رومانيا (67,332 شخصًا) والمجر (31920 شخصًا) يوغوسلافيا (12579 شخصًا)، والتي كانت تحت سيطرة الجيش الأحمر. ونتيجة لذلك، رُحّل 111,831 (61375 رجلًا و50456 امرأة) من أصحاب العرق الألماني البالغين والمقتدرين جسديًا من رومانيا ويوغسلافيا والمجر إلى الاتحاد السوفييتي للعمل القسري. 
أثناء الحملة العسكرية في بولندا عام 1945، احتجز الاتحاد السوفييتي أعضاء الحزب النازي المشتبه بهم والمسؤولين الحكوميين في معسكرات في المناطق التي يحتلها السوفييت شرق خط أودر-نيس. نُقل المحتجزون في هذه المعسكرات قصيرة العمر شرق الخط في وقت لاحق إلى معسكرات إن كي في دي الخاصة في منطقة الاحتلال السوفييتي في ألمانيا أو إلى الاتحاد السوفييتي للعمل القسري. بحلول مايو من عام 1945، كانت الإن كي في دي قد اختارت للترحيل إلى الاتحاد السوفييتي 66,152 شخصًا من المدنيين الألمان الذين كان يشتبه بأنهم أعضاء في الحزب النازي ومسؤولون في الحكومة، بالإضافة إلى 89110 بالغًا من المقتدرين جسديًا (معظمهم من الرجال) للعمل القسري. في مطلع العام 1947، أرسل السوفييت 4,579 ألمانيًا إضافيًا من مناطق الاحتلال السوفييتي إلى الاتحاد السوفييتي كعاملين قسريين. 
صنّف السوفييت المدنيين المحتجزين إلى مجموعتين، كانت المجموعة الأولى (أ) (205,520 شخصًا) من «المحتجزين المعبأين» ممن كانوا أشخاص بالغين قادرين على العمل، وكانت المجموعة الثانية (66152 شخصًا) من «المحتجزين المعتقلين» ممكن كانوا أعضاءًا في الحزب النازي ومسؤولين حكوميين ألمان وعملاءًا مشتبه بهم، وآخرون اعتُبروا تهديدًا من قبل السوفييت. تشير السجلات السوفييتية إلى أن السوفييت أعادوا 21061 مواطنًا بولنديًا من معسكرات العمل، مما يشير إلى أن المعتقلين لم يكونوا من أصل ألماني وأن بعضهم قد يكون من أصل بولندي. 
أرسل السوفييت نحو ثلاثة أرباع العمال إلى حوض دونيتز للعمل في إعادة بناء الصناعات الثقيلة والمناجم، ونحو 11% إلى الصناعات الثقيلة في الأورال.احتُجز العمال في معسكرات اعتقال تحت حراسة مسلحة. كانت ظروف العمل والمعيشة قاسية ووفقًا للسجلات السوفييتية توفي نحو 24% من هؤلاء المحتجزين. تبين أن العمل القسري غير فعال وغير مربح بالنظر إلى أن العديد من النساء وكبار السن لم يكونوا قادرين على تأدية الأعمال الشاقة. بدأت العودة إلى الوطن في وقت باكر من عام 1945 وأطلق سراحهم جميعًا تقريبًا بحلول عام 1950. 
بيانات من الأرشيف الروسي لمدنيين من أصل ألماني احتجزوا من قبل الاتحاد السوفييتي
| بلد                                      | رقم       |
| ---------------------------------------- | --------- |
| الأراضي الشرقية السابقة لألمانيا وبولندا | 155262    |
| رومانيا                                  | 67332     |
| هنغاريا                                  | 31920     |
| يوغوسلافيا                               | 12،579    |
| منطقة الاحتلال السوفيتي في ألمانيا       | 4،579     |
| مجموع المتدربين                          | 271،672   |
| أعيد إلى الوطن بحلول 12/1949             | (201،464) |
| مات أو "سحب"                             | (66456)   |
| ما زال محتجزًا في 12/1949                 | 3،752     |

ملاحظات:
1.   يشير البلد إلى المكان الذي جُند فيه الأشخاص، وليس إلى الجنسية.
2.   كان المتعقلون الناجون البالغ عددهم 201,464 مواطنين من الدول التالية: ألمانيا 77,692، رومانيا 61,072، المجر 29,101، بولندا 21061، يوغسلافيا 9,034، تشيكوسلوفاكيا 2378، النمسا 199، بلغاريا ودول أخرى 927. 
3.   لا تشمل الأرقام المدنيين الألمان المحتجزين في أوبلاست كالينينغرادسكايا، بروسيا الشرقية السابقة
4.   لا تشمل الأرقام «الإعادة القسرية» ومن «أعيد توطينهم» من أصل ألماني من الاتحاد السوفييتي الذين أعادت ألمانيا توطينهم في بولندا أثناء الحرب. أعيدوا إلى الاتحاد السوفييتي.      
5.   لا تشمل الأرقام أسرى الحرب.
6.  أدين من كانوا ما يزالون محتجزين بحلول شهر 12 من عام 1949 من قبل محاكم عسكرية سوفييتية وسجنوا في سجون وزارة الشؤون الداخلية في الاتحاد السوفييتي. 
ونظرًا إلى فتح الأرشيف الروسي، بات مصير بعض هؤلاء المدنيين معروفًا الآن. بحلول أواخر عام 1996، تلقى الصليب الأحمر الألماني من روسيا 199 ألف سجل لمدنيين ألمان مرحلين ممكن كانوا إما قد أعيدوا أو توفوا في الأسر السوفييتي. على سبيل المثال، تكشف سجلات بولين جولنر أنها كانت قد وُلدت في عام 1926 في فولكيندورف في ترانسيلفانيا، وأنها اعتُقلت في 15 يناير 1945 وأرسلت إلى العمل القسري في مناجم الفحم في تشانتشينكوفو (أوكرانيا). توفيت هناك في 26 فبراير 1949 عن عمر يناهز 23 عامًا. 
في الوقت الراهن هناك برنامج بحث مستمر بالتعاون بين روسيا وألمانيا. 

## الترحيل والعمل القسري للألمان السوفيت أثناء الحرب العالمية الثانية
اعتُبرت الأقلية العرقية الألمانية في الاتحاد السوفييتي خطرًا أمنيًا من قبل الحكومة السوفييتية ورُحلت خلال الحرب من أجل منع تعاون محتمل من قبلهم مع الغزاة النازيين. في أغسطس من عام 1941، أمرت الحكومة السوفييتية بترحيل من هم من أصل ألماني من الاتحاد السوفييتي الأوروبي. بحلول أوائل عام 1942، نُفي 1031,300 ألماني إلى آسيا الوسطى وسيبيريا. خلال عام 1945 رحّل السوفييت إلى المستوطنات الخاصة 203,796 ألمانيًا إضافيًا من أصل سوفييتي أعادت ألمانيا توطينهم في بولندا. خلال الحرب، عانى الاتحاد السوفييتي بأكمله من نقص في الغذاء، ولا سيما داخل المستوطنات الخاصة. كانت الحياة في المستوطنات الخاصة قاسية ومؤلمة، إذ كان الطعام محدودًا وكان السكان المرحلون محكومين بقواعد صارمة. بحسب بيانات المحفوظات السوفييتية، بقي بحلول أكتوبر من عام 1945 300 ألمانيًا على قيد الحياة في المستوطنات الخاصة، وخدم 316 ألف ألماني سوفييتي إضافي كعمال مجندين خلال الحرب العالمية الثانية في قوائم عمل إن كي في دي، التي أشير إليها في وقت لاحق ب«جيش العمل». لم يُقبل الألمان السوفييت في القوات المسلحة النظامية، إلا أنهم وُظفوا بدلًا عن ذلك كعمالة مجندة. اتبع أعضاء الجيش العمالي قوانين تشبه قوانين المعسكرات وتلقوا مؤن الغولاغ. في عام 1949، حددت إن كي في دي عدد السكان الألمان في المستوطنات الخاصة ب1,035,701. ووفقًا لجاي. أوتو بول لقى 65,599 ألمانيًا حتفه في المستوطنات الخاصة، ويعتقد أن 176,352 شخصًا إضافيًا في عداد المفقودين «ربما توفوا في جيش العمل». خلال الحقبة الستالينية، بقي الألمان السوفييت مسجونين في المستوطنات الخاصة تحت مراقبة صارمة، وأعيد تأهيلهم في عام 1955 من دون أن يسمح لهم بالعودة إلى الاتحاد السوفييتي الأوروبي حتى عام 1972.
وفيات مدنية مدرجة في الأرشيف الألماني الفيدرالي 1974
| وصف                                      | إجمالي الوفيات | منطقة أودرنيس ، بولندا | تشيكوسلوفاكيا | يوغوسلافيا |
| ---------------------------------------- | -------------- | ---------------------- | ------------- | ---------- |
| ترحيل العمال القسري إلى الاتحاد السوفيتي | 205000         | 200000                 | -             | 5000       |
| العمل القسري - شمال بروسيا               | 40000          | 40000                  | -             | -          |
| في معسكرات الاعتقال بعد الحرب            | 227000         | 60000                  | 100000        | 67000      |
| الوفيات العنيفة خلال الحرب 1945          | 138000         | 100000                 | 30000         | 8000       |
| مجموع                                    | 610000         | 400000                 | 130000        | 80000      |